# Franz Steiner (Chefredakteur)
Franz Steiner (* 1884 in Pillkallen; † 1959) war ein deutscher Journalist und Chefredakteur in Königsberg i. Pr. und Potsdam.

## Leben
Franz Steiner wurde Journalist beim Königsberger Tageblatt. Spätestens seit 1921 war er dessen Chefredakteur. 1932 wurde er Verlagsleiter der befreundeten Hartungschen Zeitung. 1933 musste er seine Tätigkeiten im öffentlichen Zeitungswesen beenden.
1945 wurde Franz Steiner Pressereferent der Brandenburgischen Provinzialverwaltung in Potsdam. 1946 gründete er dort die unabhängige Tageszeitung Tagespost und gab sie in der eigenen Franz Steiner und Willi Linke Verlags-Gesellschaft m.b.H. heraus. Diese druckte auch die Adressbücher für Potsdam 1947 und 1948. 1951 musste er die Herausgabe der Tagespost einstellen.

## Veröffentlichungen
Franz Steiner schrieb viele Artikel für das Königsberger Tageblatt, die Hartungsche Zeitung und die Die Tagespost (Potsdam). Dazu veröffentlichte er mindestens ein Buch
- Kriegsbuch 1917. Die Geschichte des Weltkriegs (...) Aus den Veröffentlichungen der Hartungschen Zeitung und des Königsberger Tageblatts, Hartung, Königsberg 1917, mit Fritz Hellermann und Lothar Wende Digitalisat
- Ein Vierteljahrhundert Königsberger Tageblatt. Volksblatt für Ostpreußen. In: Paul Listowski (Hrsg.): Ein halbes Jahrhundert. Aus der Geschichte der Königsberger Hartungsche Zeitung und Verlags-Druckerei auf Aktien. Königsberg 1922, S. 29–32[5]